# Lovro von Matačić

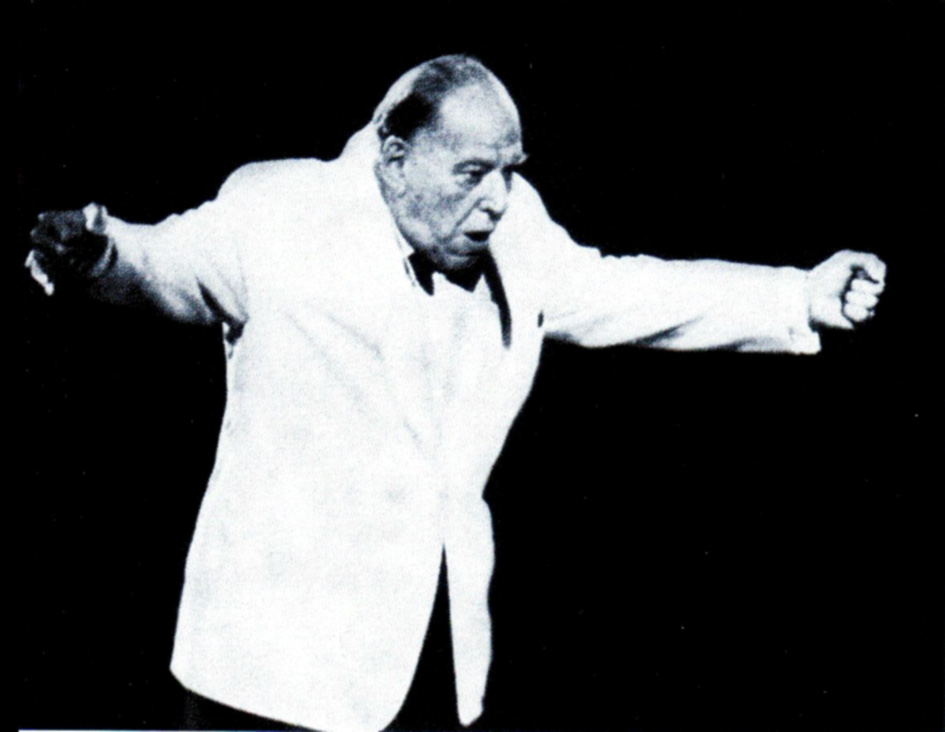
Lovro von Matacic

Lovro von Matačić (14 de febrero de 1899) en Sušak-4 de enero de 1985 en Zagreb) fue un director de orquesta croata. Fue miembro de los Niños Cantores de Viena y estudió en Viena antes de tomar varios puesto de dirección en Alemania y Yugoslavia. Está muy asociado con la música de Bruckner.

## Formación
Lovro von Matačić nació en Sušak en una familia a la que se le concedió un título de nobleza a principios del siglo XVII. De niño siempre estuvo rodeado de música y arte, su padre tenía una carrera como cantante de ópera, y su madre como actriz. Después del divorcio de sus padres, la familia se trasladó a Viena, donde Lovro se unió al Coro de los Niños Cantores de Viena de la Capilla Real de la Corte a la edad de ocho años. El repertorio del coro debe haber influido en sus afinidades posteriores, sobre todo a través de la música de Anton Bruckner. En el Gymnasium de Viena recibió formación en piano, órgano y teoría musical. Su educación musical continuó bajo profesores distinguidos en la Viena Hochschule für Musik a la que nunca asistió formalmente, y en la cual no obtuvo ningún grado.

## Después de Viena
Matačić demostró su talento en la práctica cuando en 1916 comenzó a trabajar como repetidor en la Ópera de Colonia. Sin embargo, cuando la guerra estalló, se ofreció como voluntario para el ejército y también se convirtió en un revolucionario activo y en 1918 se unió al círculo de intelectuales de izquierda en Viena que reconoció su talento artístico. Ya tenía varias obras preparadas; recitó el poema Vigilia a sus colegas, y la Tonkünstlerorchester del Musikverein de Viena dirigida por Bernhard Paumgartner estrenó su Fantasía para orquesta.
Pocas composiciones de Matačić se han conservado completamente, aunque incluyó algunas de ellas en sus programas después de convertirse en un director distinguido - tales como la Confrontation Symphony o la Cantata Konjuh. Después de la guerra, se ganaba la vida tocando en los cafés, escribiendo críticas y realizando actuaciones en Osijek, Zagreb y Novi Sad, donde prestó el servicio militar como músico militar. Incluso después, sus actuaciones fueron principalmente de piezas de ópera y un repertorio vocal, pero no encontró una posición permanente hasta 1922 cuando fue empleado de la Ópera de Ljubljana. Mientras tanto, se casó con una cantante checa Karla Dubska que le introdujo en la música checa. Su primer éxito en Ljubljana fue la interpretación de la ópera Jenůfa de Leoš Janáček, que posteriormente se convertiría en una de las óperas más frecuentes del repertorio de Matačić.

## Carrera durante los años de entreguerras
Después de la guerra fue director titular de los teatros de ópera de Osijek (1919-1920), Novi Sad (1920-1922), Liubliana (1924-1926) y Belgrado (1926-1932). De 1932 a 1936 Matacic fue el primer director musical de la Ópera de Belgrado, el Coro Académico Obilić y de la Orquesta Filarmónica de Belgrado, añadiendo también a estos cargos su adscripción como miembro del equipo directivo de los Festivales de Salzburgo. Su primera aparición delante de la Orquesta Filarmónica de Zagreb fue en 1927 y con la Orquesta Sinfónica de Viena en el Konzerthaus en 1928.
En 1936, Matačić dirigió la Filarmónica de Berlín y se convirtió en invitado regular de la orquesta. En 1938 abandonó la posición de director permanente en el Teatro Nacional croata de Zagreb para convertirse en director de la Ópera de Belgrado y director principal de la Filarmónica de Belgrado.

## Segunda Guerra Mundial y secuelas
Durante la Segunda Guerra Mundial, Matačić pasó la mayor parte del tiempo en Zagreb como oficial del ejército, pero también continuó dirigiendo: actuó en Zagreb con todas las orquestas locales importantes, así como en Viena y Berlín. Fue el Inspector de los conjuntos de música del Ejército croata y estuvo a cargo de todo el corpus de música militar en Croacia. Su último concierto antes de su detención fue dos semanas antes de la capitulación de Alemania. El 23 de abril de 1945 apareció con la Orquesta de Radio Estatal. Siempre se negó a comentar en detalle su estatus durante y después de la guerra. Fue sentenciado a muerte por las autoridades de la Liga Comunista Yugoslava tras la guerra. Pasó más de un año de prisión, donde una vez más tuvo la oportunidad de trabajar en música - dirigió la orquesta de la prisión y el coro. Después de que su segunda esposa Elizabeta Lilly Levenson, de origen judío, con quien se casó en 1933, logró obtener un indulto, se trasladó a Skopie en 1948.

## Carrera después de la guerra
Hasta 1954, cuando consiguió la aprobación de Tito para obtener un pasaporte, sus actividades en su antiguo país se limitaron a Rijeka y Ljubljana, pero pronto su carrera ganó impulso internacional. La grabación en 1954 de una selección de Arabella de Richard Strauss (con Schwarzkopf) en Londres para la etiqueta Columbia marcó un nuevo comienzo en la vida del director. Sustituyó a Herbert von Karajan para esa grabación y luego firmó un contrato de cinco años con la compañía discográfica. Al año siguiente reemplazó a Karl Bohm en la Ópera Estatal de Baviera en Múnich para una actuación triunfal de la Ariadna en Naxos, también de Richard Strauss. Siguieron actuaciones en Berlín, Stuttgart, Augsburgo, Salzburgo, Graz y otros lugares, donde dirigió programas de conciertos, óperas, y a menudo incluso dirigió las producciones. Fue invitado a la Orquesta Estatal Sajona de Dresde, a la Ópera Estatal de Berlín Oriental, y a giras por Europa, incluyendo Ljubljana, Split y Dubrovnik.
En 1956 Matacic sucedió a Franz Konwitschny como director principal de la Staatskapellen Dresden, compartiendo esta actividad con la de director de la Ópera de Berlín Este.
Después de salir de Dresde en 1958, Matačić reforzó sus lazos con Viena, debutó en Bayreuth, donde también comenzó una colaboración a largo plazo con el director de ópera y el nieto de Richard Wagner - Wieland Wagner. Es particularmente importante su grabación de Lohengrin de Wagner realizada en vivo en el Festival de Bayreuth de 1959, con Sandor Konya en el papel principal, acompañado de Elisabeth Grümmer (Elsa), Franz Crass (Rey Enrique), Ernst Blanc (Telramund) y Rita Gorr (Ortrud).
Finalmente viajó a los Estados Unidos, donde actuó en la Ópera de Chicago. Matačić también conquista a la audiencia italiana (en 1961 en la Ópera de Roma interpretó El anillo del Nibelungo de Wagner). En 1961 en Fráncfort se convirtió en el director principal de la ópera municipal y de la prestigiosa serie de conciertos del Museum, en 1961, sucediendo a Solti en la dirección de la ópera y permaneciendo allí hasta 1966.
Continuó trabajando en múltiples campos: grabó para RAI en Turín, y simultáneamente dirigió el Festival de Verano de Dubrovnik. Fue nombrado Director Honorario de la NHK Symphony Orchestra en Japón, y dirigió orquestas como Philharmonie, la Filarmónica Checa, Filarmónica de Berlín y las orquestas filarmónicas de Múnich. Apareció en la Ópera Estatal de Baviera, el Teatro Colón de Buenos Aires, y la Volksoper de Viena. En el Musikverein dirigió regularmente la Orquesta Sinfónica de Viena, participó en el jurado del Concurso Karajan y en 1974 se convirtió en el director principal de la Orquesta de la Ópera Nacional de Montecarlo. La lista continúa con su nombramiento como director principal de la Orquesta Filarmónica de Zagreb en 1970 con la que realizó una serie de planes ambiciosos, incluido el apoyo a los directores jóvenes a través de una serie especial.
Murió en Zagreb en 1985.

## Colaboraciones, repertorio y estilo
Entre los músicos con los que colaboró están Sviatoslav Richter, Arthur Rubinstein, Christian Ferras, Rudolf Buchbinder, Marijana Radev, Ruža Pospiš Baldani, Elisabeth Schwarzkopf, Christa Ludwig, Renata Tebaldi, Birgit Nilsson, Leontyne Price, Nicolai Gedda, Dietrich Fischer-Dieskau ... Grabó para sellos como Columbia y Supraphon, cubriendo un amplio repertorio. Aunque sus favoritos eran Anton Bruckner y Richard Wagner, junto con el Orfeo de Gluck. El interés de Lovro von Matačić cubrió un enorme espacio desde Palestrina, Monteverdi y Henry Purcell, pasando por Haendel, Mozart, Haydn y Beethoven hasta Músorgski, Mahler, Janáček, Smetana, R. Strauss , Wagner, Verdi y otros.
Fue un director dentro de la tradición interpretativa romántica heredada del Imperio Austro-Húngaro, derivada directamente de Hans von Bühlow y Arthur Nikisch. Matacic hacía sus interpretaciones con un gran grado de energía y, según la tradición romántica, le gustaba de oscilar los tempi para lograr efectos expresivos marcados. En opinión de algunos críticos, su Bruckner es más lírico que lo habitual (Jochum), muy estudiado y muy enfocado al ámbito religioso tan propio del compositor, con enérgicos contrastes muy efectivos. Si hubiera contado con mejores orquestas sus interpretaciones hubieran podido considerarse de referencia.
Se dedicó especialmente a interpretar el trabajo de compositores croatas. Sus primeras apariciones con la Orquesta Filarmónica de Berlín en 1936 ya incluían una suite del ballet Gingerbread Heart de Krešimir Baranović y el Symphonic Kolo de Jakov Gotovac. Los programas de sus actuaciones internacionales y croatas incluyeron también las obras de Josip Hatze, Blagoje Bersa, Božidar Širola, Božidar Kunc, Boris Papandopulo, Antun Dobronić, Josip Štolcer-Slavenski y Bruno Bjelinski. Matačić dijo una vez: "Un día, cuando me recuerden, no importará lo que hice para los compositores internacionales, sino cómo contribuí a la música croata." Sus numerosos esfuerzos en este sentido deben incluir su última voluntad y el legado por el cual estableció la Fundación Lovro & Lilly Matačić.

## Premios y reconocimientos
Por sus interpretaciones antológicas (sobre todo de las obras de Bruckner y Wagner y de las principales obras del repertorio eslavo) se le concedió la Medalla Bruckner de la Internacional Bruckner Society, el Bruckner Ring de la Orquesta Sinfónica de Viena, las Medallas Janáček y Smetana del Gobierno checoslovaco, la Cruz de 1 ª de la Orden de las Artes y las Ciencias del Presidente de la República de Austria, la Medalla Hans von Bühlow de la Filarmónica de Berlín, así como muchos otros premios.

## Compositor
Von Matačić también fue activo como compositor. Su composición más significativa es su Sinfonía de las Confrontaciones (Symphonie der Konfrontationen, 1979, revisada en 1984), una obra de una hora de duración en cuatro movimientos para dos pianos, una orquesta de cuerda grande y enormes secciones de percusión. Trata de la amenaza de la destrucción de las armas nucleares en un lenguaje musical áspero, que incluye citas del tema "Dies Irae" de la Symphonie Fantastique, de Héctor Berlioz.

## Legado
El Concurso Internacional Lovro von Matačić se celebra cada cuatro años en Zagreb. Entre los notables ganadores del premio anterior se encuentran Eugene Tzigane y Jakub Hrůša.
El "Lovro Matačić Lifetime Achievement Award" es otorgado bianualmente por la Asociación Croata de Artistas Musicales.

## Discografía seleccionada
- Sinfonía nº2 de Beethoven dirigiendo a la Orquesta de Cámara de Lausana (DENON 8120)
- Sinfonía nº8 de Bruckner dirigiendo a la Orquesta Sinfónica de la NHK de Tokio (DENON 1001)
- Sinfonía nº6 de Chaikovski dirigiendo la Orquesta Filarmónica Checa (SUPRAPHON 3544)
- Concierto para piano de Grieg, con Sviatoslav Richter y dirigiendo la Orquesta de la Ópera de Montecarlo (EMI 67987)
- La viuda alegre de Lehár, con Wächter, Gedda, Phillips y Schwarzkopf, y dirigiendo la Philharmonia Orchestra (EMI 67367)
- La Fanciulla del West de Puccini, con Nilsson, Formichini, Mantovani y Gibin, y dirigiendo la Orquesta de La Scala (EMI 81862)
- Concierto para piano de Schumann, con Sviatoslav Richter y dirigiendo la Orquesta de la Ópera de Montecarlo (EMI 67987)
- Wesendonck-Lieder de Wagner, con Hildegard Behrens y dirigiendo la Orquesta de la Ópera de Montecarlo
- El cazador furtivo de Von Weber, con Watson, Frick, Nicolai y Böhme, y dirigiendo la Orquesta de la Ópera de Berlín (EURODISC 7791).

## Puestos destacados
| Predecesor: Franz Konwitschny | Directores Principales, Staatskapelle Dresden 1956-1958            | Sucesor: Otmar Suitner   |
| Predecesor: Igor Markevitch   | Directores Musicales, Orquesta Filarmónica de Montecarlo 1972-1979 | Sucesor: Lawrence Foster |